# Lincity
Lincity — свободная компьютерная игра, градостроительный симулятор, созданный по подобию SimCity, которая тогда была проприетарной.
Работает на многих операционных системах с X Window System или эмуляцией, на GNU/Linux также с SVGAlib; и на Win32.
Распространяется на условиях GNU General Public License.
На сайте Lincity был «зал почёта» — список игроков, которым удалось вывезти население города с планеты или создать устойчивую экономику.

## LinCity-NG
LinCity-NG — форк Lincity, отличающийся от оригинала изометрической графикой и новыми звуковыми эффектами, но использующий тот же движок. Он был создан в рамках проекта «Игра месяца» (англ. Game of the Month) на The Linux Game Tome в 2005 году.
Также ведётся разработка версии, несовместимой с оригинальным движком.